# كيلي براينت (لاعب كرة قدم أمريكية)
كيلي براينت (بالإنجليزية: Kelly Bryant)‏ هو لاعب كرة قدم أمريكية أمريكي، ولد في 25 سبتمبر 1996 في كالهون في الولايات المتحدة.